# Grzybowice (Zabrze)
Grzybowice (niem. Grzibowitz, 1877 Pilzendorf) – dzielnica Zabrza, dawna wieś, założona w średniowieczu.

## Nazwa
Pierwsza wzmianka o wsi Grzybowice pojawia się w 1295 roku w rejestrze podatnicznym biskupstwa wrocławskiego tzw. Rejestrze Ujazdowskim będącym częścią Liber fundationis episcopatus Vratislaviensis (pol. „Księdze uposażeń biskupstwa wrocławskiego”). Miejscowość wymieniona jest w ustępie Grzibonem solvitur decima more polonico. Dokument ten jako założyciela wsi podaje Grzyba, od którego nazwiska pochodzi jej nazwa. Według legendy Grzyb – zgodnie ze swym życzeniem – został pochowany razem ze zmarłą wcześniej żoną oraz psem, kotem i workiem pieniędzy. Jego grób ponoć znajduje się w miejscu dawnego parku w Grzybowicach, z którego dziś pozostało kilka starych lip.

## Historia
Grzybowice (Grzibowitz) to jedna z najstarszych dzielnic Zabrza, której historia sięga średniowiecza. Początkowo stanowiły majątek i domy po obu stronach dzisiejszej ulicy Witosa. W 1877 do Grzibowitz przyłączono Kolonię Grzybowską (Marienau) i Kolonię Wieszowską (Philipsdorf), po czym te trzy dotychczas administracyjnie odrębne miejscowości utworzyły wspólną gminę jednostkową o nazwie Pilzendorf.
Po II wojnie światowej przyłączone do Polski. W związku ze zniesieniem gminy Grzybowice 1 grudnia 1945, Grzybowice weszły w skład gminy Wieszowa jako gromada W 1951 roku gromada Grzybowice z gminy Wieszowa została włączona do Zabrza. W 1977 r. liczba mieszkańców wzrosła po wybudowaniu dwóch budynków z mieszkaniami dla pracowników istniejącego wówczas zakładu przemysłowego Fabryka Domów FADOM.
W dzielnicy znajduje się szkoła podstawowa, przedszkole, przychodnia lekarska, poczta, kościół, świetlica dzielnicowa, boisko sportowe, ogródki działkowe, sklepy, klub sportowy Społem Zabrze. 
W czerwcu 2023 roku na terenie dawnych wyrobisk przy ulicach Na Lesie i Przy Ujęciu oddano do użytku Geopark o powierzchni 9 ha.